# Teleassistenza
La teleassistenza è una modalità di supporto tecnico operata in remoto (a distanza) da specialisti con interazione diretta o indiretta sul sistema locale.

Si ha interazione diretta quando l'assistente è in grado di operare in piena autonomia, inviando comandi ed analizzando le relative risposte del sistema, senza alcuna intermediazione locale. Questo tipo di teleassistenza è possibile su sistemi nei quali questa prestazione sia stata appositamente prevista in fase di design, ad esempio elaboratori elettronici e controllori di processo.

Per questa modalità è necessaria una connessione dati bidirezionale e di adeguata capacità, per ridurre al minimo gli effetti dello sfasamento temporale (che possono essere critici, soprattutto nei controlli di processo).

La rete internet è molto usata nell'ambito della teleassistenza su sistemi di elaborazione dati, dove lo sfasamento temporale induce effetti non significativi, mentre la teleassistenza su controlli di processo avviene ancora di frequente per mezzo di connessioni punto a punto, ad esempio con linea telefonica dedicata.

Una delle caratteristiche della teleassistenza diretta sta nella possibilità che essa avvenga del tutto all'insaputa dell'utilizzatore finale (se non diversamente stabilito nel contratto tra le parti), anche con attivazione automatica del servizio da parte del sistema locale.

La produttività in questa modalità è tipicamente elevata, poiché l'investimento temporale è limitato al tempo strettamente necessario. Peraltro, le capacità richieste all'assistente in remoto si limitano ad essere eminentemente tecniche.

La teleassistenza con interazione indiretta avviene con l'intermediazione di un soggetto sul lato locale, tipicamente l'utente finale o un incaricato.

Viene significativamente utilizzata su sistemi non predisposti allo scopo, in tutto o in parte, o su sistemi complessi, o su sistemi nei quali è necessaria (o opportuna) la collaborazione umana. Per contro, richiede una elevata capacità di relazione da parte dell'assistente in remoto, che deve essere in grado di istruire ed interpretare correttamente le transazioni, anche in presenza di disturbi lessicali

Vale la pena di sottolineare come questa modalità di assistenza sia spesso preferita dall'utente finale, anche in presenza di sistemi potenzialmente automatici, quando la relazione umana viene percepita come valore aggiunto.

La produttività in questa modalità può essere significativamente inferiore, a causa del tempo investito nella relazione umana, non sempre determinabile. Le capacità richieste all'assistente in remoto includono anche quelle utili nella sfera sociale.

Un caso particolare di teleassistenza sta nei sistemi di supporto medico/sociale, proposti da aziende o dalle strutture sanitarie a soggetti a rischio, per l'attivazione dei mezzi opportuni di soccorso in casi critici (telesoccorso).